# Крамер, Флойд
Флойд Крамер (англ. Floyd Cramer) (27 октября 1933, Лос-Анджелес, США, — 31 декабря 1997) — один из выдающихся американских пианистов двадцатого века, который был включен в Зал славы и музей кантри и Зал славы рок-н-ролла. Считается одним из основателей так называемого «нешвильского звучания».
В США считается, что именно Флойд Крамер популяризировал технику «смешения нот» по клавишам. В данной технике пальцы рук пианиста плавно «переходят» с одной клавиши на другую. Исполнение Флойда стало настолько популярным, что он начал гастролировать как сольный исполнитель.
В 1960 году его фортепианное инструментальное соло «Last Date» заняло второе место в хит-параде Billboard Hot 100 и было продано более миллиона копий. В 1961 году его продолжение, «On the Rebound», возглавило хит-парад синглов Великобритании UK Singles Chart.
Американский пианист писал и играл музыкальные композиции для Элвиса Пресли, Роя Орбисона, Чета Аткинса и др.

## Биография
Родился в Шривпорте, штат Луизиана, и вырос в небольшом городке Хаттиг, штат Арканзас. Американский пианист был самоучкой и с детства полюбил пианино.
Впервые Крамер записал свою композицию в 1953 году. Композиция называлась «Dancin' Diane».
К середине 1960-х Крамер стал уважаемым исполнителем, записал множество альбомов и гастролировал с маэстро гитары Четом Аткинсом и саксофонистом Бутсом Рэндольфом, иногда выступая в роли хэдлайнеров, а иногда на разогреве у Эдди Арнольда.
Крамер умер от рака в возрасте 64 лет. Похоронен на кладбище Спринг-Хилл в пригороде Нэшвилла в Мэдисоне, штат Теннесси.

## Награды
В 2003 году Крамер был включен в Зал славы и музей кантри и Зал славы рок-н-ролла. В 2004 году его произведение «Last Date» получило специальную премию Зал славы премии «Грэмми», имеющую «качественное или историческое значение». В 2008 году Крамер был включен в Louisiana Music Hall of Fame.